# Adolf-Butenandt-Institut
Das Adolf-Butenandt-Institut gehört zur medizinischen Fakultät der Ludwig-Maximilians-Universität München.

## Arbeitsgebiete
Die Forschungsschwerpunkte des Institutes liegen auf den Gebieten Molekularbiologie, Physiologische Chemie, Stoffwechselbiochemie und Proteinanalytik, die sich auf drei Lehrstühle verteilen:
- Molekularbiologie: Peter Becker, Forschungsgebiet Chromatin, bis 1999 Hans Georg Zachau
- Physiologische Chemie: Andreas Ladurner Forschungsgebiet molekulare Mechanismen der Chromatinstrukturänderung, bis 2010 Walter Neupert
- Stoffwechselbiochemie: Christian Haass, Forschungsgebiet neurodegenerative Erkrankungen wie Alzheimer-Krankheit, Parkinson-Krankheit und Prioneninfektionen, bis 1999 physikalische Biochemie unter der Leitung von Martin Klingenberg, Forschungsthema damals Mitochondrienmembranen und ihre Carrierproteine
- Zentrallabor für Proteinanalytik (ZfP): Axel Imhof

Die Lehrstühle am Institut sind Kooperationspartner wichtiger nationaler Forschungsprogramme:
- Deutsches Zentrum für Neurodegenerative Erkrankungen (DZNE) – Standort München (Sprecher: Christian Haass)
- Molekularbiologie: DFG Sonderforschungsbereich Transregio 5 (Koordinator an der LMU: Peter Becker); Exzellenzcluster „Center for Integrated Protein Science Munich (CIPSM)“
- Physiologische Chemie: DFG Sonderforschungsbereich 594; Exzellenzcluster „Center for Integrated Protein Science Munich (CIPSM)“
- Stoffwechselbiochemie: DFG Sonderforschungsbereich 596 (Sprecher: Christian Haass); Exzellenzcluster „Center for Integrated Protein Science Munich (CIPSM)“

## Die Geschichte des Institutes

Institutsgründer Carl von Voit

1863 wurde das Münchner Physiologische Institut gegründet und von Geheimrat Carl von Voit bis zu seinem Tode 1908 geleitet. Sein Nachfolger wurde der Nobelpreisträger Eduard Buchner, der das Institut bis 1909 leitete. Mit Hans Fischer leitete ein weiterer Nobelpreisträger die Chemisch-Physiologische Abteilung am Physiologischen Institut bis 1915. Amandus Hahn folgte ihm und wurde 1942 Direktor des Institutes. Von 1955 bis 1960 wurde der Nobelpreisträger für Chemie Adolf Butenandt Vorstand des Institutes für Physiologische Chemie und Direktor des Max-Planck-Institutes für Biochemie. Anschließend wurde er Präsident der Max-Planck-Gesellschaft. Sein Nachfolger wurde der Chemiker Peter Karlson, der bis 1964 Leiter des Institutes war.
Als Butenandt im Januar 1995 verstarb, kam von Georg Zachau der Vorschlag, das Institut in Adolf-Butenandt-Institut umzubenennen. Seit 7. Juli 1995 trägt das Institut nun den Namen seines ehemaligen Direktors. Davor trugen die Briefköpfe die Adressen der jeweiligen Lehrstühle. Butenandt wird häufig beschuldigt, in der NS-Zeit an Menschenversuchen beteiligt gewesen zu sein, oder davon informiert gewesen zu sein. Der Biochemiker Norbert Hilschmann, selbst Butenandt-Schüler, der Direktor am Max-Planck-Institut für experimentelle Medizin in Göttingen war, hält diese Vorwürfe für haltlos, während der Historiker Robert N. Proctor zu dem Schluss kommt, dass Butenandt an medizinisch-militärischen Forschungsprojekten, u. a. an der Luftwaffenversuchsstation in Rechlin, beteiligt war.
2002 erhielt Christian Haass und 2005 Peter Becker den Leibniz-Preis der Deutschen Forschungsgemeinschaft.
Walter Neupert erhielt am 17. April 2008 den Bayerischen Maximiliansorden für Wissenschaft und Kunst.